# Seeley Lake
Seeley Lake é uma Região censo-designada localizada no estado americano de Montana, no Condado de Missoula.

## Demografia
Segundo o censo americano de 2000, a sua população era de 1436 habitantes.

## Geografia
De acordo com o United States Census Bureau tem uma área de
28,6 km², dos quais 28,2 km² cobertos por terra e 0,4 km² cobertos por água.

## Localidades na vizinhança
O diagrama seguinte representa as localidades num raio de 48 km ao redor de Seeley Lake.